# Mizni Dol
Mizni Dol – wieś w Słowenii, w gminie Vrhnika. W 2018 roku liczyła 193 mieszkańców.